# لورنزو د موناچیز
لورنزو د موناچیز (انگلیسی: Lorenzo de Monacis; تاریخ ورودی نامعتبر است – تاریخ ورودی نامعتبر است) دیپلمات و مورخ اهل جمهوری ونیز بود که کتاب Chronicon de Rebus Venetis اثر اوست.